# Eodicynodon-faunazone
| Stratigrafie van de Karoosupergroep | Stratigrafie van de Karoosupergroep | Stratigrafie van de Karoosupergroep | Stratigrafie van de Karoosupergroep | Stratigrafie van de Karoosupergroep |
| Periode                             | Groep                               | Formatie ten westen van 24°O        | Formatie ten oosten van 24°O        | Faunazone                           |
| ----------------------------------- | ----------------------------------- | ----------------------------------- | ----------------------------------- | ----------------------------------- |
| Jura                                | Drakensberg                         | Hiatus                              | Drakensberg                         |                                     |
| Jura                                | Stormberg                           | Hiatus                              | Clarens                             |                                     |
| Trias                               | Stormberg                           | Hiatus                              | Elliot                              |                                     |
| Trias                               | Stormberg                           | Hiatus                              | Molteno                             |                                     |
| Trias                               | Beaufort                            | Hiatus                              |                                     |                                     |
| Trias                               | Burgersdorp                         | Hiatus                              | Cynognathus                         |                                     |
| Trias                               | Katberg                             | Hiatus                              | Lystrosaurus                        |                                     |
| Trias                               | Balfour                             | Hiatus                              |                                     |                                     |
| Perm                                | Daptocephalus                       | Hiatus                              |                                     |                                     |
| Perm                                | Teekloof                            |                                     |                                     |                                     |
| Perm                                | Cistecephalus                       |                                     |                                     |                                     |
| Perm                                | Middleton                           |                                     |                                     |                                     |
| Perm                                | Endothiodon                         |                                     |                                     |                                     |
| Perm                                |                                     |                                     |                                     |                                     |
| Perm                                | Abrahams-Kraal                      | Koonap                              | Tapinocephalus                      |                                     |
| Perm                                | Abrahams-Kraal                      | Koonap                              |                                     |                                     |
| Perm                                | Abrahams-Kraal                      | Koonap                              | Eodicynodon                         |                                     |
| Perm                                | Ecca                                | Waterford                           | Waterford                           |                                     |
| Perm                                | Ecca                                | Tierberg / Fort Brown               | Fort Brown                          |                                     |
| Perm                                | Ecca                                | Laingsburg / Ripon                  | Ripon                               |                                     |
| Perm                                | Ecca                                | Collingham                          | Collingham                          |                                     |
| Perm                                | Ecca                                | White Hill                          | White Hill                          |                                     |
| Perm                                | Ecca                                | Prince Albert                       | Prince Albert                       |                                     |
| Carboon                             | Dwyka                               | Elandsvlei                          | Elandsvlei                          |                                     |

De Eodicynodon-faunazone is een onderdeel van de Beaufortgroep met fossielen uit het Midden-Perm. 

## Ouderdom
De Eodicynodon-faunazone uit het Wordien is de oudste faunazone van de Beaufortgroep. In het Midden-Perm was Zuid-Afrika bedekt met gematigde loofbossen met grote varens en paardenstaarten. Het Karoo-bekken waar de Beaufortgroep is afgezet lag ten noorden van de Cape Fold Mountains, een gebergte dat destijds zo hoog was als de huidige Himalaya. Smeltwater vanuit dit gebergte zorgde voor een rivierdelta met grote rivieren in het Karoo-bekken. Het klimaat was vergelijkbaar met dat van Nieuw-Zeeland tegenwoordig.

## Fauna
Eodicynodon is de naamgever van de faunazone en dit dier is bekend van meer dan veertig fossielen in de faunazone. Eodicynodon leefde samen met de verwante Patranomodon. De dinocephaliërs hadden zich in het Wordien ontwikkeld tot zowel herbivore (de drie meter lange Tapinocaninus) als carnivore vormen (Australosyodon). Biarmosuchiërs ontbreken in de Eodicynodon-faunazone en hun plaats wordt ingenomen door de eerste therocephaliërs (Eutheriodon) en gorgonopsiërs, waarvan slechts fragmentarisch materiaal gevonden is in de Eodicynodon-faunazone.